# Вовнянка
Вовнянка (Lactarius torminosus (Schaeff. ex Fr.) S. F. Gray) — гриб з родини сироїжкових — Russulaceae. Місцева назва — мохначка, рижок березовий, рижок отруйний, скрипух.

## Будова

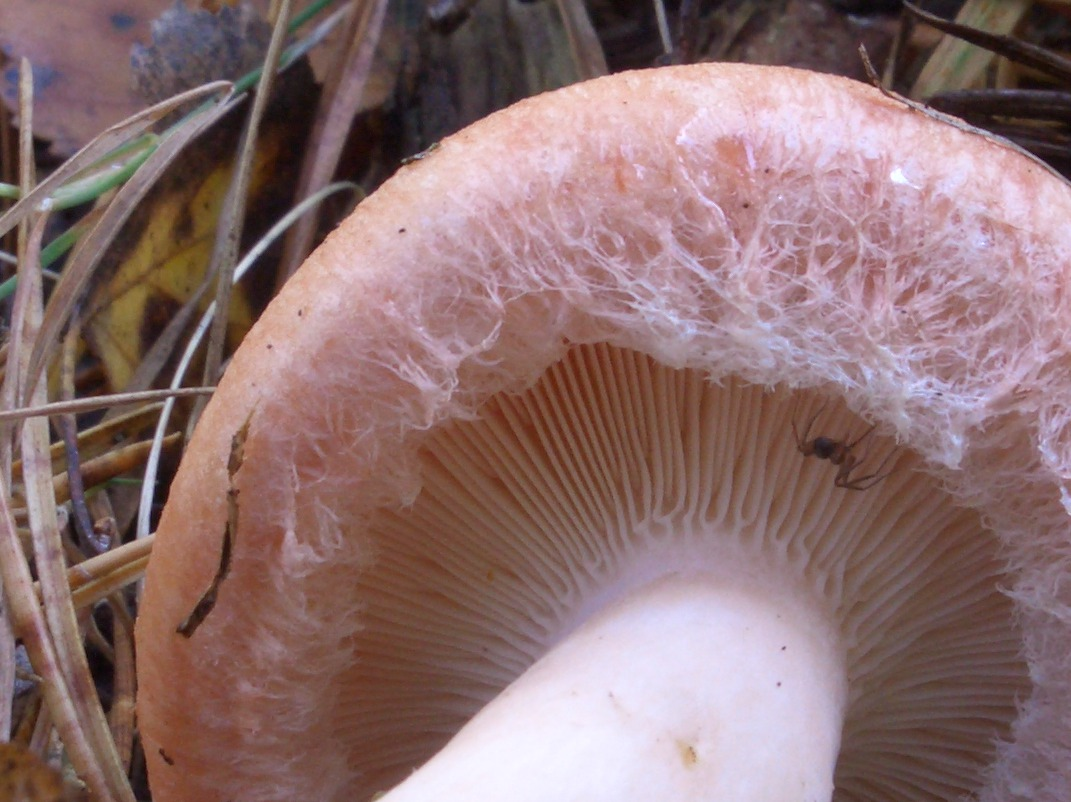
Молоде плодове тіло гриба. Вигляд шапинки і пластинок знизу.

Шапка 4-10(12) см у діаметрі, щільном'ясиста, напівсферична, опукла- або увігнуторозпростерта, іноді майже лійкоподібна, сірувато-рожевувата, цегляно-рожева, м'ясисто-червона, з більш-менш виразними темнішими концентричними зонами, спочатку волокнисто-волосисто-луската, пізніше майже гола, до краю світліша, повстисто-волокнисто-бахромчаста; при натискуванні набуває коричневого, далі оливкового кольору; при зволоженні клейка. Пластинки тонкі, вузькі, білуваті, згодом рожевувата-світло-вохряні. Спори 7,5-10 Х 5,57 мкм. Ніжка 4-6 Х 1-2 см, кольору шапки або світліша за неї, гола, часто зморшкувата, з вм'ятинами і порожниною. М'якуш у шапці білуватий, під шкіркою рожевуватий, у ніжці червонуватий, у периферичному шарі темніший, без особливого запаху, пекучо-їдкий, при розрізуванні на повітрі колір не змінюється. Молочний сік білий, пекучо-їдкий, не змінюється на повітрі.

## Життєвий цикл
Збирають у серпні — жовтні.

## Поширення та середовище існування
В Україні поширений на Поліссі та в Лісостепу. Росте в березових і мішаних з березою лісах.

## Практичне використання
Умовно їстівний гриб. Використовують свіжим після відварювання (відвар вилити), про запас засолюють.
Інтенсивний перцевий смак сирого гриба, може призвести до покривання язика пухирями, якщо спробувати досить багато. Деякі автори описують гриб як впевнено отруйний, оскільки він приводить до "м'якого або фатального гастроентериту". В публікації 1930, Ганс Стейдль повідомив, що гриб не є отруйним при споживанні для "одноклітинних і холоднокровних організмів", але рідкий екстракт із вичавленого соку плодових тіл гриба, введений під шкіру жаби, призвів до порушення дихання, паралічу, і зрештою до смерті. Симптоми які зазвичай можуть зустрічатися після вживання сирого гриба включають нудоту, блювоту, та важку діарею, що мають місце приблизно через годину після споживання. Таке поєднання може призвести до зневоднення, судоми м'язів, та колапсу кровообігу. Як правило, гастроентерит проходить без лікування через пару днів.
Незважаючи на вищезгадані повідомлення про отруйність, гриби L. torminosus готують і вживають в Фінляндії, Україні і інших північних і східних європейських країнах. Гриби замочують, відварюють, тримають у розсолі декілька днів, або після того маринують, і цінують за його перцевий смак. В Норвегії його смажать і додають до кави. В Фінляндії гриби збирають і в комерційних цілях.
Вовнянку іноді помилково приймають за рижика смачного.
| Частина гриба | Свіжі гриби | Свіжі гриби   | Склад сухої речовини | Склад сухої речовини | Склад сухої речовини | Склад сухої речовини | Склад сухої речовини | Склад сухої речовини  | Склад сухої речовини |
| Частина гриба | Вода        | Суха речовина | Білки                | Жири                 | Манітол              | Цукор                | Клітковина           | Екстрактивні речовини | Зола                 |
| ------------- | ----------- | ------------- | -------------------- | -------------------- | -------------------- | -------------------- | -------------------- | --------------------- | -------------------- |
| Ніжка         | 90,29       | 9,71          | 35,71                | 4,02                 | 12,79                | 2,01                 | 35,26                | 3,78                  | 6,43                 |
| Шапинка       | 89,83       | 10,17         | 39,14                | 5,34                 | 13,14                | 1,98                 | 28,93                | 4,10                  | 7,37                 |